# Betti Alver
Betti Alver, född 23 november 1906, död 19 juni 1989 i Tartu, var en estnisk lyriker, romanförfattare och översättare.
Alver studerade estniska och litteratur vid Tartu universitet. Hennes debutroman Tuulearmuke utkom 1927 och vann andra priset i en romantävling. Hon debuterade 1931 som lyrisk diktare med det episka poemet Lugu valgest varesest. Diktsamlingen Tolm ja tuli utkom 1936. Hon blev snabbt en av Estlands mest framträdande poeter. Hon översatte också rysk litteratur till estniska.
Betti Alver tilldelades Juhan Liiv-lyrikpriset två gånger, 1967 och 1987.
Hon var gift två gånger. Hennes första make, poeten Heiti Talvik, deporterades till Sibirien och avled där 1947. Alver gifte om sig 1956 med Mart Lepik.
Nedslagskratern Alver på planeten Merkurius är uppkallad efter henne.

## På svenska
- Historien om den vita kråkan (Lugu valgest varesest) (inledning och översättning Enel Melberg, Ellerström, 2007)